# Garawangi (Ligung)
Garawangi is een bestuurslaag in het regentschap Majalengka van de provincie West-Java, Indonesië. Garawangi telt 5374 inwoners (volkstelling 2010).